# Titel
Titel (en serbe cyrillique : Тител ; en allemand : Tittel, ou quelquefois : Theisshügel ; en latin Titulium) est une ville et une municipalité de Serbie situées dans la province autonome de Voïvodine. Elles font partie du district de Bačka méridionale. Au recensement de 2011, la ville comptait 5 247 habitants et la municipalité dont elle est le centre 15 554.

## Géographie
Titel, situé dans la province autonome de Voïvodine, se trouve dans la région géographique et historique de la Bačka. La ville est la capitale de la Šajkaška, une sous-région de la Bačka.

## Histoire
Le site de Titel est occupé depuis très longtemps. Sous le nom de Titulium, Titel fut un camp romain.
Au IXe siècle, le duc bulgare Salan règne sur la région de la Bačka, dont le chef-lieu était Titel. La ville est mentionnée pour la première fois sous son nom en 1077. Un monastère catholique y fut fondé à cette époque.
Au Xe siècle, la ville est conquise par les Hongrois, qui y demeurent jusqu'en 1526. Elle tombe alors sous la domination de l'Empire ottoman. Selon le premier recensement, effectué en 1546,la ville a 87 foyers, dont la majorité est serbe, trois croates, un hongrois et un valaque. La ville est alors dirigée par le duc Vuk Radić. Elle possède une église orthodoxe et une église catholique.
Au XVIIe siècle, la ville a trois mosquées et trois madrasas.
En 1699, la ville est incorporée à l'empire des Habsbourg. Entre 1750 et 1763, la ville fait partie de la province autrichienne de la frontière militaire. En 1848-1849, Titel fait partie de la voïvodine de Serbie, une région autonome à l'intérieur de l'Empire.
En 1872, elle passe sous l'administration du comté de Bačka-Bodrog.
En 1918, la ville devient une partie du royaume des Serbes, Croates et Slovènes.

## Localités de la municipalité de Titel

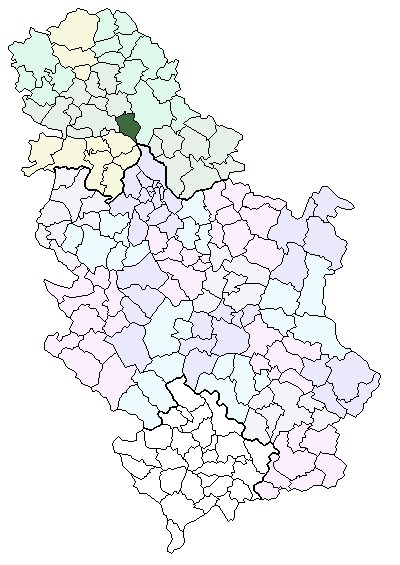
Localisation de la municipalité de Titel en Serbie
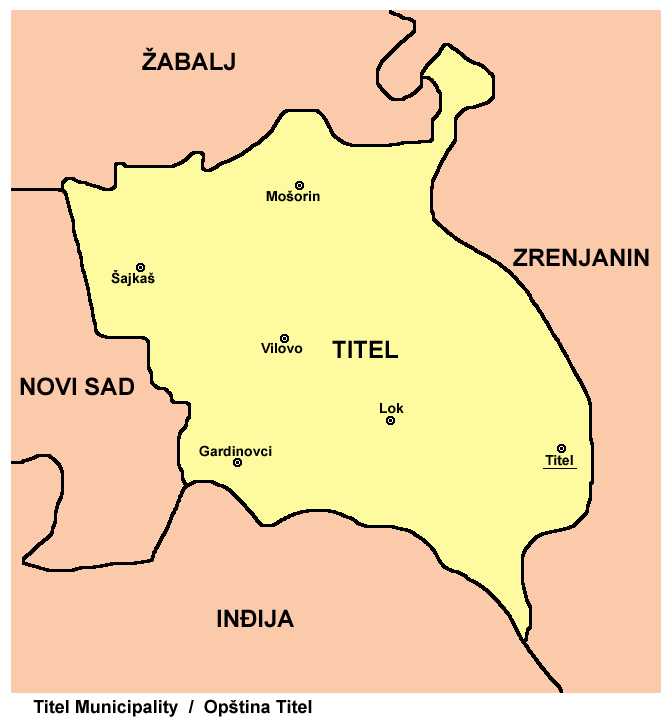
Localités de la municipalité de Titel

La municipalité de Titel compte 6 localités :
- Vilovo
- Gardinovci
- Lok
- Mošorin
- Titel
- Šajkaš

Titel est officiellement classée parmi les « localités urbaines » (en serbe : градско насеље et gradsko naselje) ; toutes les autres localités sont considérées comme des « villages » (село/selo).

## Démographie

### Ville

#### Évolution historique de la population dans la ville
| 1948  | 1953  | 1961  | 1971  | 1981  | 1991  | 2002  | 2011  |
| ----- | ----- | ----- | ----- | ----- | ----- | ----- | ----- |
| 5 650 | 5 481 | 5 717 | 5 957 | 6 227 | 6 007 | 5 894 | 5 247 |

### Municipalité

#### Répartition de la population dans la municipalité (2002)
Toutes les localités possèdent une majorité de peuplement serbe.

## Politique

### Élections locales de 2004
À la suite des élections locales de 2004, les sièges de l'assemblée municipale de Titel se répartissaient de la manière suivante :
| Parti                        | Sièges |
| ---------------------------- | ------ |
| Parti démocratique           | 8      |
| Parti radical serbe          | 7      |
| Parti socialiste de Serbie   | 3      |
| Parti démocratique de Serbie | 2      |
| Liste Zdenko Babić           | 2      |
| Mouvement Force de la Serbie | 2      |
| Mouvement serbe du renouveau | 1      |

### Élections locales de 2008
À la suite des élections locales serbes de 2008, les 25 sièges de l'assemblée municipale de Titel se répartissaient de la manière suivante :
| Parti                                                                         | Sièges |
| ----------------------------------------------------------------------------- | ------ |
| Pour une Serbie européenne                                                    | 9      |
| Parti radical serbe                                                           | 7      |
| Parti socialiste de Serbie - Parti des retraités unis de Serbie - Serbie unie | 6      |
| Parti démocratique de serbie                                                  | 1      |
| Liste « Za naše selo »                                                        | 1      |
| Liste « Punim srcem za opštinu Titel" »                                       | 1      |

Milivoj Petković, membre du Parti démocratique du président Boris Tadić, qui conduisait la liste Pour une Serbie européenne, a été réélu président (maire) de la municipalité. Zdenko Babić, qui conduisait la liste « Za naše selo », a été élu président de l'assemblée municipale.

## Personnalités
- Svetozar Miletić (1826-1901), avocat et politicien, dirigeant politique des Serbes dans la Voïvodine, né à Mošorin, dans la municipalité de Titel.
- Mileva Marić (1875-1948), mathématicienne serbe et première épouse d'Albert Einstein, née à Titel.
- Isidora Sekulić (1877-1958), écrivain.
- Dušan Popov (1912-1981), espion serbe, à partir duquel Ian Fleming a créé le personnage de James Bond, né à Mošorin, dans la municipalité de Titel.